# Betje Wolff
Elizabeth ("Betje") Wolff-Bekker o Elizabeth Bekker, por su nombre de soltera (Flesinga, 24 de julio de 1738 - La Haya, 5 de noviembre de 1804) fue una escritora neerlandesa.

## Trayectoria
Betje Wolff nació en una familia acomodada calvinista. El 18 de noviembre de 1759, a la edad de 21 años, se casó con el sacerdote de 52 años de edad Adriaan Wolff. En 1763, publicó su primera colección Bespiegelingen over het genoegen ('Reflexiones sobre el placer'). En 1777, tras la muerte de su esposo, vivió junto con Aagje Deken y, desde entonces, publicaron su obra en conjunto. Entre sus mayores éxitos se encuentran las novelas epistolares Historie van mejuffrouw Sara Burgerhart (1782) e Historie van den heer Willem Leevend (1784-1785). 
En la novela Sara Burgerhart, la protagonista vive una serie de aventuras expuesta a múltiples peligros. Tiene una clara intención didáctica ya que querían promover las ideas modernas de la Ilustración y una nueva moral burguesa. Está considerada la primera novela moderna holandesa.
Debido a sus simpatías patriotas, se trasladaron a Trévoux en Borgoña en 1788. En 1789, publicaron Wandelingen door Bourgogne. Wolff estaba expuesta a algunos de los peligros de la Revolución francesa y habría escapado de la guillotina solo por su gran presencia de mente.
Volvieron a los Países Bajos en 1797 y vivieron en La Haya. La República Bátava había sido proclamada por los patriotas. Publicaron Gedichten en Liedjes voor het Vaderland (Poemas y Cantos a la Patria) con los que apoyaron a los patriotas radicales que tomaron el poder en 1798.
Betje Wolff murió el 5 de noviembre de 1804, nueve días antes de Aagje Deken. Ambas están enterradas en Scheveningen.
Otros libros populares de Betje Wolff y Aagje Deken fueron Abraham Blankaart (1787) y Cornelie Wildschut (1793-1796).